# Хигашимураяма
Хигашимураяма е град разположен в западната част на Токио Метрополис, Япония.
Населението му е 150 101 жители (по приблизителна оценка от октомври 2018 г.). Общата му площ e 17.17 km². Намира се в часова зона UTC+9. Получава статут на град през 1964 г. Градът е търговски център и спално предградие за централно Токио.

## География
Град Хигашимураяма е приблизителнов североизточния център на Токио Метрополис.

### Околности на общини
- Хигашикуруме, Токио
- Кийосе, Токио
- Токорозава, Сайтама
- Хигашиямато, Токио
- Кодайра, Токио

## История
Районът на днешен Хигашимураяма е бил обитаван през Японския палеолитен период (между 50 000 г. и 30 000 г. преди Христа), както и са били открити многобройни останки от Йомон период (12 000 г. преди Христа), Яой период (Каменната ера-300 г. до 300 г. след Христа и Кофун период (от 258 до 538 година. През Нара период (от 710 до 794 година), районът става част от древната провинция Мусаши. През 1333 г. по време на Камакура периода, на това място е била битката при Кумегава.
На 1 април 1889 Мейджи Реставрацията на кадастралната реформа обединява няколко села в село Хигашимураяма, район Нишитама, която по това време е била част от префектура Канагава. Целият район е бил прехвърлен на контрола на Токио префектура на 1 април 1893 година. На 1 април 1942 г. село Хигашимураяма става градче Хигашимураяма. На 1 април 1964 г., Хигашимураяма е издигнат до статут на град.

## Икономика
Град Хигашимураяма е бил земеделска площ, и е известен с производството си на „сладки картофи“. Сега е първичен регионален търговски център, и „спалня общност“ за центъра на Токио.